# Kandelaber
En kandelaber er en stor, flerarmet lysestage. Den opstod i 1600-tallet og har været designet i alle stilarter. I sølv er den yndet af borgerskab og kongelige.